# Jacob van der Goot
Jacob van der Goot (overleden Hengelo 1933) was een Nederlands architect uit Hengelo. Hij werkte vanaf 1894 samen met Cornelis Kruisweg als de vaste architecten van de Koninklijke Weefgoederenfabriek Stork en de Nederlandse Katoenspinnerij, beide gevestigd in Hengelo.

## Ontwerpen
Dit is een selectie van panden (mede) ontworpen door J. van der Goot:
- Villa Meijling, Borne (1891)
- Stadhuis van Hengelo (eind 19e eeuw)
- Villa Tichelwerk, Hengelo (1900)
- Villa Eykenrode, Bussum (1908)
- Voormalige bibliotheek, Bussum (1913)
- Dagsanatorium Het Weusthag, Hengelo (1915)
- Villa Kruisvoorde, Hilversum (1916)
- Landhuis Hof Espelo, Enschede (1927)